# Sydney Allard

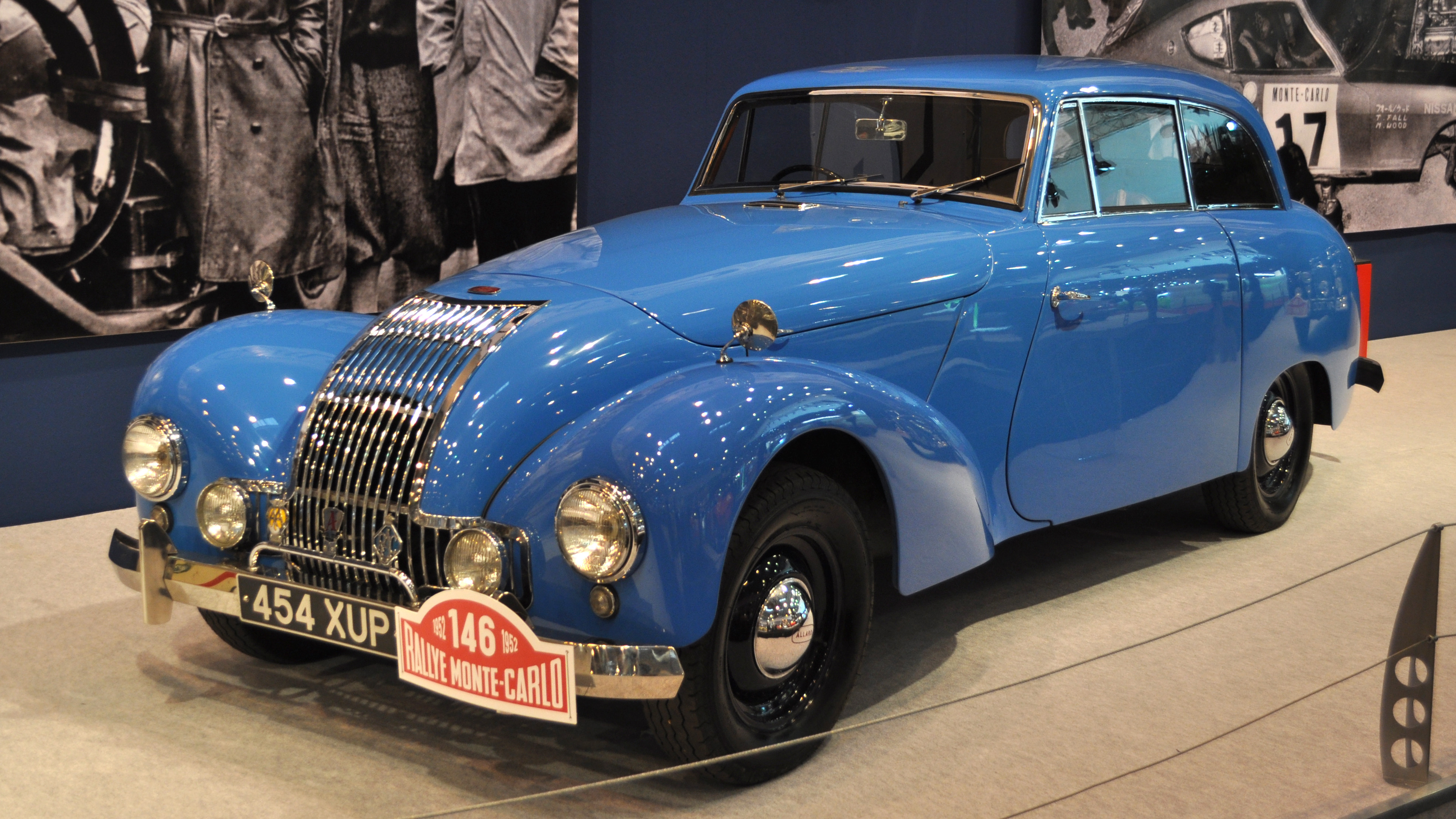
Der Allard P.1 Siegerwagen der Rallye Monte Carlo 1952

Sydney Herbert Allard (* 19. Juni 1910 in Streatham; † 12. April 1966 in Esher, Surrey) war ein britischer Rennfahrer und Gründer der Allard-Motor-Company.

## Leben
Sydney Allard war vor dem Zweiten Weltkrieg Händler von Sondermodellen mit Ford-V8-Motoren. Während des Zweiten Weltkrieges stellte er die Produktion ein und begann 1946 mit dem Allard K.1 erneut Autos auf den Markt zu bringen. Verschiedene Modelle folgten bis 1960.
1949 bestückte er seinen Rennwagen mit einem Steyr Lastkraftwagenmotor (3,7L V8) und gewann die britische Bergmeisterschaft. 
1950 wurde er mit Tom Cole als Partner, Dritter bei den 24 Stunden von Le Mans. 1952 gewann er die Rallye Monte Carlo in einer P.1-Limousine. 1953 lag er in Le Mans mit dem Allard J2R kurz in Führung der Gesamtwertung.
Allard war auf Grund einer Luftdruckgewehrverletzung aus der Jugend, am linken Auge fast blind. Trotz dieser Behinderung konnte er im Motorsport einige Erfolge erzielen. 1960 verabschiedete er sich allmählich aus dem aktiven Renngeschehen, sowie aus den Automobilbau. 1963 gründete er noch die British Drag Racing Association (BDRA). Bis zu seinem Tod galt seine ganze Aufmerksamkeit weiter dem Rennsport.

## Statistik

### Le-Mans-Ergebnisse
| Jahr | Team                  | Fahrzeug   | Teamkollege                | Platzierung            | Ausfallgrund       |
| ---- | --------------------- | ---------- | -------------------------- | ---------------------- | ------------------ |
| 1950 | S.H. Allard           | Allard JS2 | Tom Cole                   | Rang 3 und Klassensieg |                    |
| 1951 | S.H. Allard           | Allard JS2 | Tom Cole                   | Ausfall                | Zündung            |
| 1952 | S.H. Allard           | Allard P.1 | Jack Fairman               | Ausfall                | Leck im Benzintank |
| 1953 | Allard Motors Company | Allard J2R | Philip Fotheringham-Parker | Ausfall                | Bremsdefekt        |

### Einzelergebnisse in der Sportwagen-Weltmeisterschaft
| Saison | Team   | Rennwagen  | 1   | 2   | 3   | 4   | 5   | 6   | 7   |
| ------ | ------ | ---------- | --- | --- | --- | --- | --- | --- | --- |
| 1953   | Allard | Allard J2R | SEB | MIM | LEM | SPA | NÜR | RTT | CAP |
| 1953   | Allard | Allard J2R | DNF |     |     |     |     |     |     |